# Мезешка гробница
Мезешката гробница е тракийска куполна гробница от микенски тип датирана от 4 – 3 в. пр. Хр. Намира се в покрайнините на село Мезек, община Свиленград, в могилата „Мелтепе“. Това е една от най-големите тракийски гробници в България.

## Разположение
Мезешката гробница се намира източно от село Мезек. До нея се достига по автомобилен път, който се отделя, преди да се влезе в селото. Посещения на гробницата се организират чрез информационния център в Мезек. Под връх Шейновец се намира още една тракийска куполна гробница. Преддверието и е малко и почти разрушено, куполното помещение е запазено, но подовата настилка е изцяло разбита от иманяри.

## История на откриването
В насипа на могилата през 1908 г. селянин открил бронзова скулптура на глиган в естествен ръст с тегло 177 kg. Находката днес се намира в археологическия музей в Истанбул, Турция, тъй като през 1908 г. този район все още се намирал в границите на Турция. В музея в Хасково се намира гипсова отливка на оригинала.
Гробницата е открита случайно от местни жители през 1931 г. Проучена е от проф. Богдан Филов – виден български археолог и политик, министър-председател на България в две правителства в периода 1940 г. – 1943 г. Обявена е за паметник на културата в бр. 67 на Държавен вестник от 1968 г.

## Описание
Гробницата при Мезек е най-голямата и една от най-интересните и внушителни куполни гробници от микенски тип в Тракия. Запазена е изцяло в оригиналния си вид. Отвън е покрита с внушителен могилен насип с височина 14 – 15 m и диаметър при основата 90 m. Изградена е от дялани каменни блокове, свързани на места с железни скоби. В гробницата се влиза през коридор (дромос) с дължина 20,65 m, широчина 1,55 m и средна височина 2,50 m. Следват две правоъгълни преддверия (с триъгълен свод – като този на дромоса). От коридора последователно се влиза в правоъгълни преддверия, а след тях в кръгла погребална камера – толос с формата на пчелен кошер. Помещението има диаметър 3,30 m и височина до върха на купола – 4,30 m., а в него се намират каменен саркофаг и две каменни корита (урни).
В гробницата са открити голям брой предмети от злато, бронз, желязо, стъкло и керамика, които са изложени в музеите в София и Хасково. Сред тях има златни накити, обеци, нагръдник от желязо, сребърни, златни, бронзови и глинени съдове, бронзов канделабър (голям трикрак свещник с лампи), висок 134 cm, украсен с голяма статуетка на танцуващ сатир. Предполага се, че гробницата е използвана като храм от типа хероон – място, където се почитал култът към божествения покойник чрез определени религиозни ритуали. Използвана е многократно и най-вероятно е служила за фамилна гробница на тракийски аристократ. Открити са следи от шест погребения.